# 桑郎镇
桑郎镇，是中华人民共和国贵州省黔西南布依族苗族自治州望谟县下辖的一个乡镇级行政单位。

## 行政区划
桑郎镇下辖以下地区：
桑郎村、油寒村、述里村、卡加村、八合村和新合村。